# IBM Deutschland Mittelstand Services
Die IBM Deutschland Mittelstand Services GmbH ist ein deutsches IT-Dienstleistungsunternehmen und eine hundertprozentige Tochtergesellschaft der IBM Deutschland GmbH.

## Geschichte
Ehemals als Rheinmetall Informationssysteme GmbH gegründet, wurde die IT-Tochtergesellschaft der Rheinmetall AG im Jahre 2003 an die IBM veräußert. Unter neuer Führung erhielt die Gesellschaft den Namen IBM Mittelstand Systeme GmbH.
Im Jahre 2008 erfolgte die Umfirmierung der IBM Mittelstand Systeme GmbH zur IBM Deutschland Mittelstand Services GmbH mit Sitz in Meerbusch.

## Produkte
Die IBM Deutschland Mittelstand Services GmbH betreut ca. 70 mittelständische Kunden im Hosting- oder Outsourcing-Betrieb. Für die Serviceerbringung betreibt die IBM Deutschland Mittelstand Services GmbH diverse Niederlassungen im ganzen Bundesgebiet und gliedert sich dabei in die nachfolgenden Geschäftsfelder.
- Kommunikationssysteme
- Desktop Service (bundesweit)
- Netzwerk-Services
- Telekommunikation
- Rechenzentrum
- Dokumentenmanagement/Archivierung
- Webservices
- CAD
- SAP